# Anna Valčíková (1911)
Anna Valčíková, rozená Ležáková (11. ledna 1911 Kladeruby nad Oslavou – 24. října 1942 koncentrační tábor Mauthausen) byla manželkou Emila Valčíka, bratra parašutisty rotmistra Josefa Valčíka z výsadku Silver A, popravená nacisty.

## Život
Anna Valčíková se narodila 11. ledna 1911 v Kladerubech nad Oslavou v okrese Třebíč do rodiny Josefa Ležáka a Antonie Ležákové, rozené Pavlíčkové. Měla staršího bratra Vincence (* 31. prosince 1908 Kladeruby nad Oslavou).
1. července 1934 se v Brně provdala za Emila Valčíka (18. září 1909 Smolina, Valašské Klobouky. Manželé žili v Brně, Karla Wawry 71 (dnes Havlíčkova) a měli spolu syna Lubomíra. Anna Valčíková se živila jako služebná (dle ohlašovacího lístku z Policejního ředitelství v Brně z 25. června 1934 a matriky oddaných). Její manžel Emil pracoval jako skladník a obchodní sluha a byl jedním z bratrů Josefa Valčíka, parašutisty skupiny Silver A, který byl v protektorátu vysazen v noci z 28. na 29. prosince 1941. Emil Valčík byl se svým bratrem ve spojení již od ledna 1942 a rovněž mu s Annou v dubnu téhož roku poskytli ubytování. V té době již gestapo znalo parašutistovu identitu a usilovně po něm pátralo. Josef Valčík se spolu s Janem Kubišem a Josefem Gabčíkem podílel na přípravách atentátu na Heydricha, který byl úspěšně proveden dne 27. května 1942 a na jehož následky zastupující říšský protektor Reinhard Heydrich 4. června 1942 umírá. Po zradě Karla Čurdy, který se dobrovolně přihlásil na gestapu 16. června 1942, a po boji v kostele sv. Cyrila a Metoděje v Praze (kde Josef Valčík padl) se rozpoutala vlna zatýkání. Anna Valčíková byla zatčena již 15. června spolu s manželem, který se předtím ukrýval v lese, ale ze strachu o manželku a syna se vrátil domů.
Z policejní vazby na Karlově náměstí v Praze byla stejně jako její manžel a další příbuzní deportována do Malé pevnosti Terezín, odkud byli transportováni do koncentračního tábora Mauthausen. Anna Valčíková byla zastřelena 24. října 1942 v 9.24 hodin, její manžel ve 13.32 hodin téhož dne.

## Syn Lubomír
Synovi Lubomírovi bylo v době popravy rodičů pět let. Jeho strýc (matčin bratr) Vincenc Ležák (1908–???) ho poté ukrýval a vychovával v Kladerubech čp. 57. Lubomír zemřel 24. srpna 1974.

## Připomínky
- Její jméno (Valčíková Anna roz. Ležáková *11. 1. 1911), jméno manžela (Valčík Emil *18. 9. 1909) a jména dalších příbuzných jsou uvedena na pomníku při pravoslavném chrámu svatého Cyrila a Metoděje (adresa: Praha 2, Resslova 9a). Pomník byl odhalen 26. ledna 2011 a je součástí Národního památníku obětí heydrichiády.[8][9]
- Jména Anny Valčíkové, Emila Valčíka a dalších rodinných příslušníků jsou uvedena na pomníku obětem druhé světové války ve Smolině (Valašské Klobouky) umístěném u kaple vedle Božích muk. Na pomníku je nápis: "PAMÁTCE KAPITÁNA JOSEFA VALČÍKA / 2. 11. 1914 - 18. 6. 1942 / ČLENA PARAŠUTISTICKÉ SKUPINY-SILVER-A / ÚČASTNÍKA ATENTÁTU NA R. HEYDRICHA". Na druhé desce je nápis: "PAMÁTCE OBĚTEM NACISTICKÉ OKUPACE / JAN VALČÍK * 24. 10. 1880 / VERONIKA VALČÍKOVÁ * 10. 11. 1888 / ANTONÍN VALČÍK * 24. 3. 1919 / LUDMILA VALČÍKOVÁ * 26. 4. 1923 / JAN BEŇO * 6. 2. 1908 / TEREZIE BEŇOVÁ * 5. 1. 1912 / EMIL VALČÍK * 18. 9. 1909 / ANNA VALČÍKOVÁ * 11. 1. 1911 / ZEMŘELI V MAUTHAUSENU 24. 10. 1942 / MUSELI PADNOUT PROTOŽE NEZRADILI".[10]
- V Brně byly instalovány tzv. kameny zmizelých věnované Anně a Emilu Valčíkovým. Kameny byly slavnostně odhaleny 24. října 2022 na chodníku před posledním bydlištěm manželů Valčíkových na Havlíčkově ulici č. 71.[11] Na kameni věnovaném Anně Valčíkové je nápis: "ZDE ŽILA ANNA VALČÍKOVÁ ROZ. LEŽÁKOVÁ / NAR. 11. 1. 1911 / ZAVRAŽDĚNA 24. 10. 1942 V MAUTHAUSENU".[12]

## Galerie

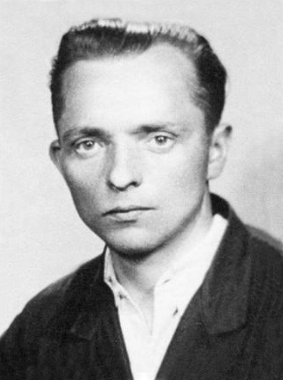
Manžel Anny Valčíkové Emil Valčík
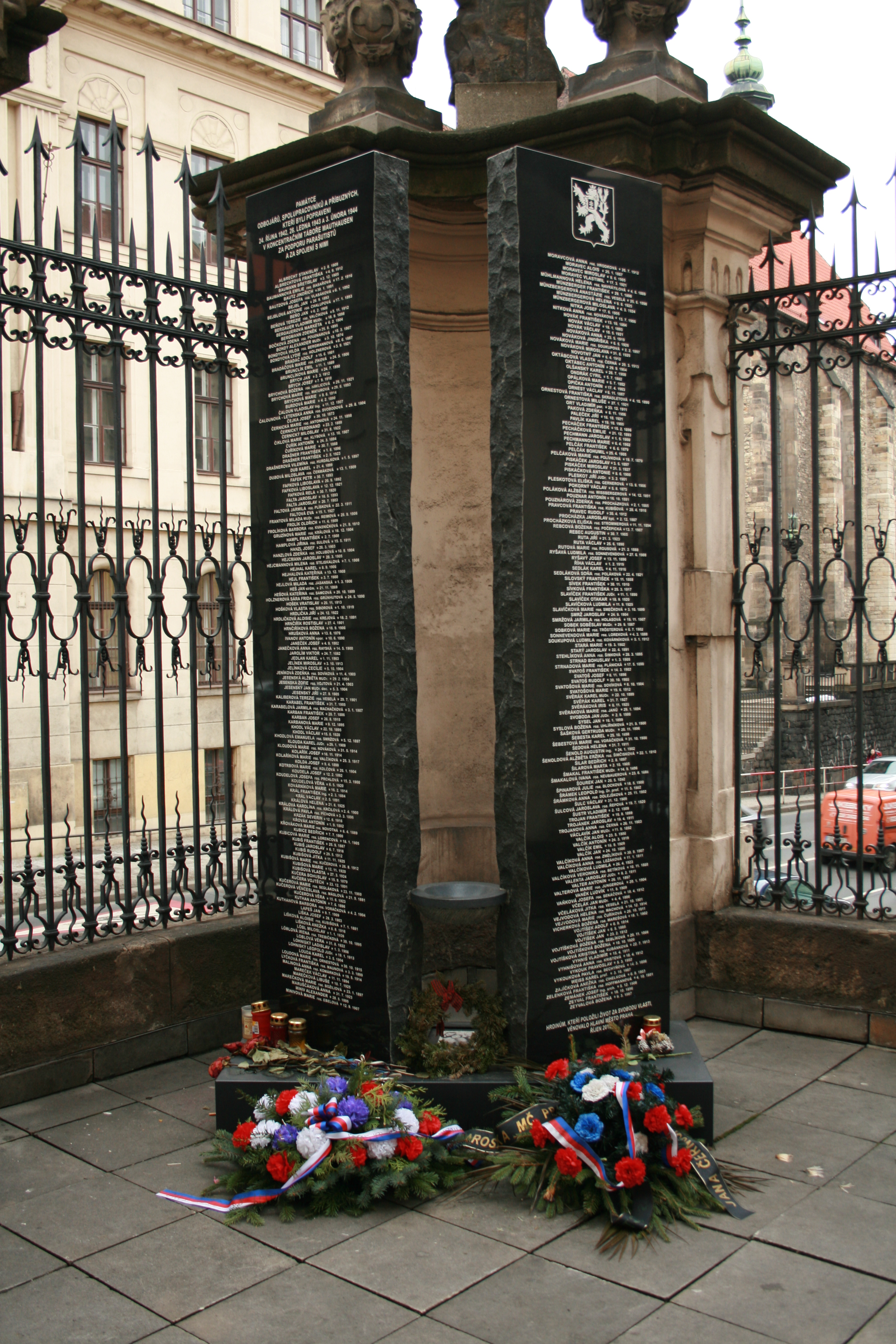
Pomník spolupracovníků parašutistů a jejich rodinných příslušníků na terase kostela sv. Cyrila a Metoděje v Resslově ulici v Praze
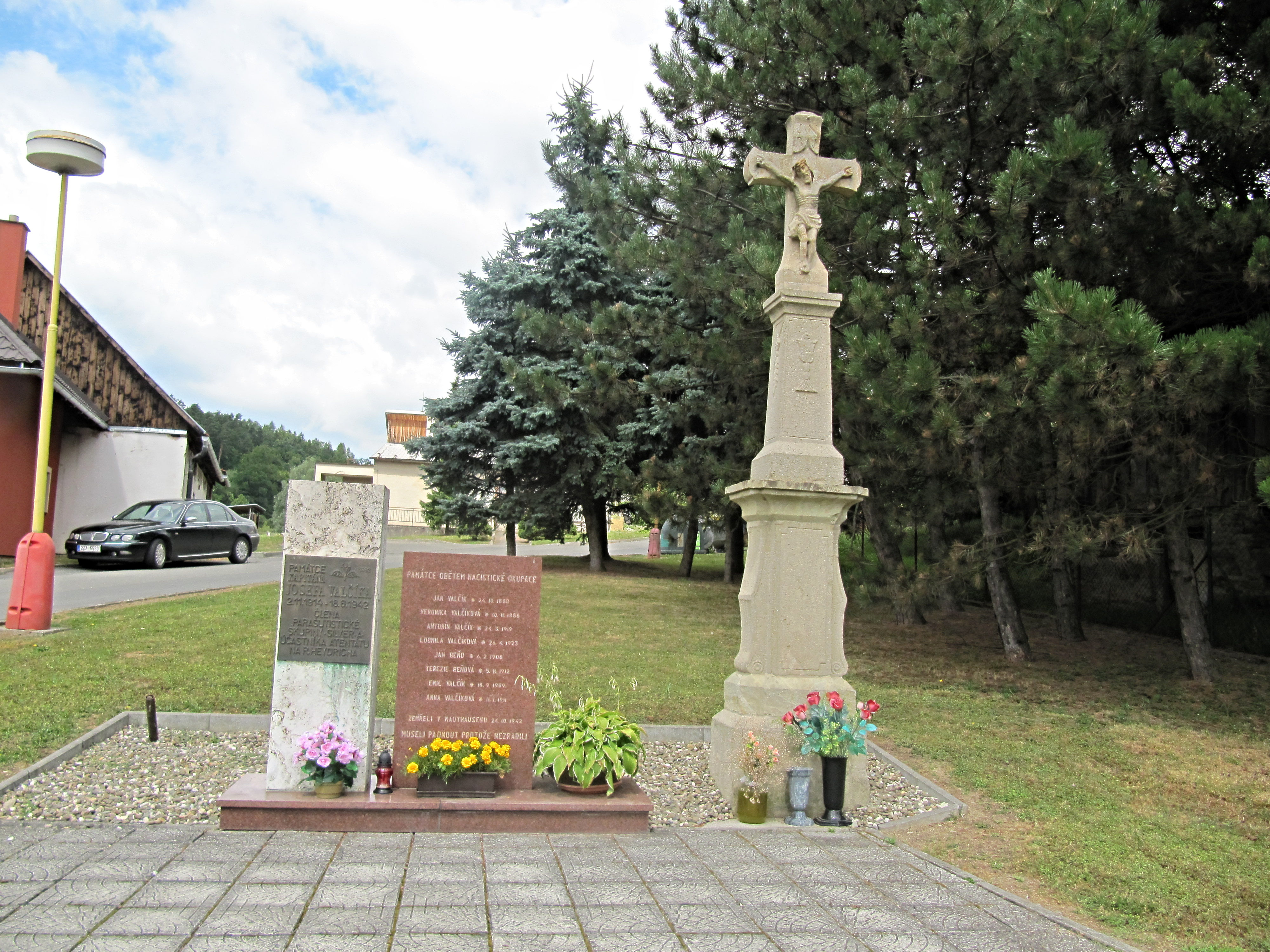
Pomník obětem 2. světové války ve Smolině
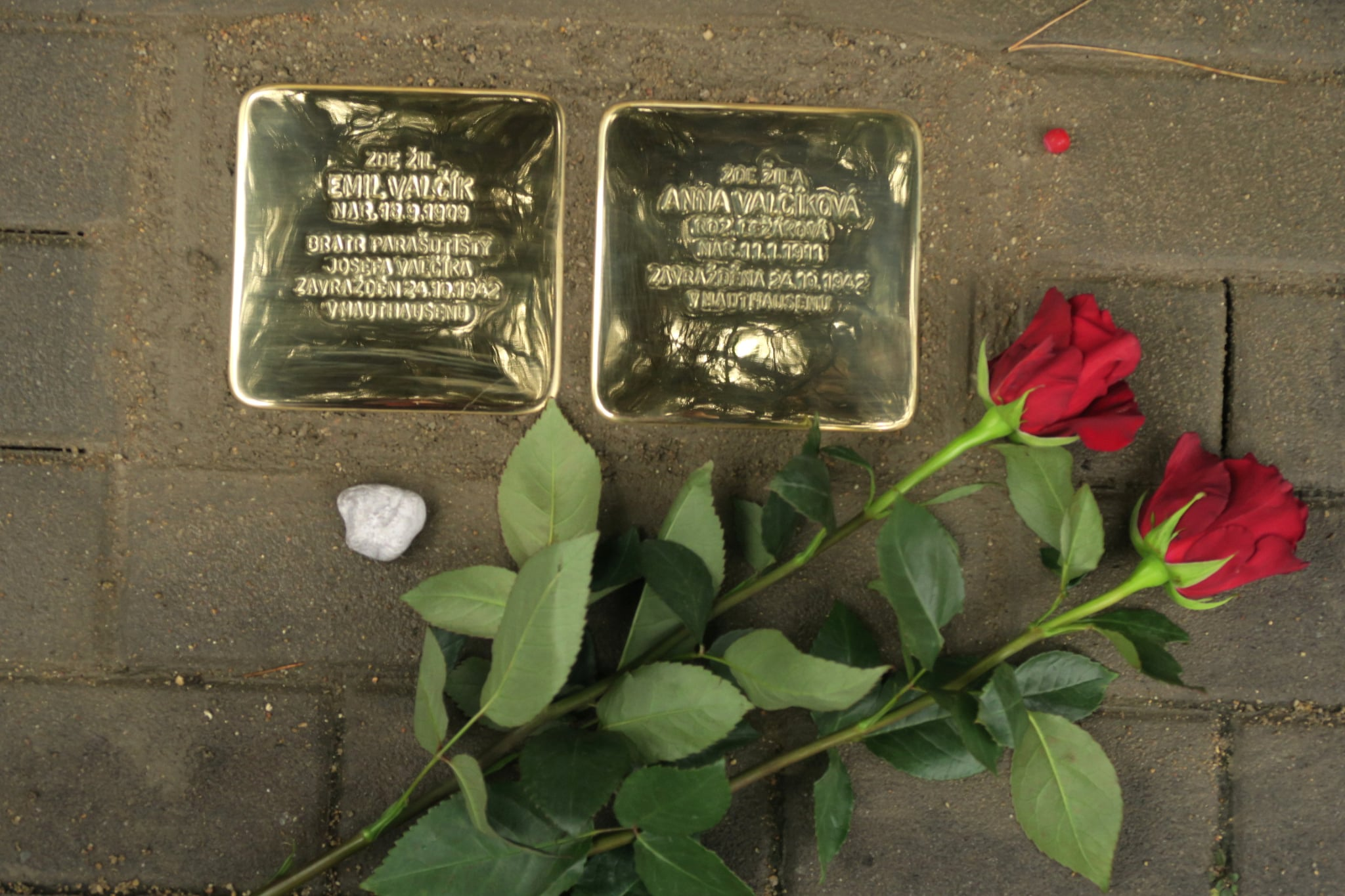
Kameny zmizelých Emila a Anny Valčíkových v Brně v den jejich odhalení